# 奧地利的卡爾·斐迪南
奧地利的卡爾·斐迪南（德語：Karl Ferdinand von Österreich，1818年7月29日—1874年11月20日），泰申公爵卡爾大公的次子，神聖羅馬皇帝利奧波德二世的孫子，亦是阿方索十三世的外祖父。

## 家庭
1854年，卡爾·斐迪南與堂妹伊莉莎白·法蘭西絲卡結婚，兩人共有3子1女：
1. 腓特烈（1856年—1936年）
2. 瑪麗亞·克里斯蒂娜（1858年—1929年）
3. 卡爾·斯特凡（英语：Archduke Charles Stephen of Austria）（1860年—1933年）
4. 歐根（1863年—1954年）